# マリー・コスター
マリー・コスター（Murray Koster）は、JAPAN RUGBY LEAGUE ONE日野レッドドルフィンズに所属している南アフリカ共和国出身のラグビーユニオン選手である。

## プロフィール
- ポジションはセンターだが、スタンドオフもこなす[1][2]。

## 経歴
南アフリカ共和国東ケープ州グラハムズタウンにあるセント・アンドリュース・カレッジでラグビーをしていた際、学生トーナメント大会「Craven Week（クレイブンウィーク）」でのパフォーマンスにより、2017年にEastern Province Elephants（イースタン・プロヴィンス・エレファンツ）に招集された。
2018年にシャークスのユースチームに参加。 同年、シャークスのカリーカップチームでプレーし、2018 Under-19 Provincial Championship（U19 州選手権）でブルー・ブルズに勝利した。
2019年、シャークスXVでプレー。2020年には、シャークスのスーパーラグビーチームに加わった。
プロラグビーデビューは、2021年2月28日に行われたカリーカップ2021年プレシーズンマッチでのグリクアス戦。ブリティッシュ・アンド・アイリッシュ・ライオンズ戦と対戦するシャークスの代表にも選ばれた。
2023年カリーカップ開幕戦では、シャークスのキャプテンを務めた。
2024年8月、日野レッドドルフィンズへの入団を発表した。
2025年1月11日に行われたJAPAN RUGBY LEAGUE ONE第3節グリーンロケッツ東葛戦に先発出場でリーグワン公式戦初出場を果たした。